# Ankothrips robustus
Ankothrips robustus är en insektsart som beskrevs av D. L. Crawford 1909. Ankothrips robustus ingår i släktet Ankothrips och familjen Melanthripidae. Inga underarter finns listade i Catalogue of Life.